# Tiếng Xtiêng
Tiếng Xtiêng (tiếng Khmer: ស្ទៀង) hay tiếng Stiêng là ngôn ngữ của người Xtiêng ở miền nam Việt Nam và các khu vực lân cận của Campuchia và có thể là Lào (dưới tên Tariang). Cùng với tiếng Chơ Ro và tiếng M'Nông, tiếng Xtiêng được phân loại là ngôn ngữ của nhóm Bahnar Nam của ngữ chi Bahnar, ngữ hệ Nam Á. Trong sơ đồ ngữ hệ Nam Á, các ngôn ngữ Bahnar thường được ghi nhận là có liên quan chặt chẽ nhất với tiếng Khmer.
Có những phương ngữ được ghi nhận của tiếng Xtiêng, một số trong đó không dễ hiểu lẫn nhau. Tuy nhiên, do thiếu sự nghiên cứu rộng rãi, bài viết này sẽ chủ yếu mô tả phương ngữ được gọi là Xtiêng Bùlơ được nói ở các tỉnh Bình Phước, Lâm Đồng, Tây Ninh của Việt Nam, huyện Snuol (tỉnh Kratié) và tỉnh Mondulkiri của Campuchia. Tiếng Xtiêng được nói ở những vùng núi rừng xa xôi cùng với người họ hàng gần gũi của nó là tiếng M'Nong. Các phương ngữ khác, bao gồm Bù Đek và Bù Biêk, được nói ở vùng thấp và thể hiện nhiều ảnh hưởng từ tiếng Việt.
Không giống như nhiều ngôn ngữ thuộc nhóm Môn-Khmer khác, tiếng Xtiêng không phân biệt âm vực tiếng nói cũng không phải là ngôn ngữ có thanh điệu như tiếng Việt. Từ có thể là đơn âm tiết hay 'âm tiết rưỡi'.

## Ngữ âm

### Phụ âm
Haupers (1969) phân tích rằng tiếng Xtiêng có 25 phụ âm với sự tương phản ba chiều: hữu thanh, vô thanh và tiền thanh hầu hoá. Âm bật hơi được mô tả như là một cụm phụ âm bao gồm các âm tắc đơn giản (tức là không có tiền thanh hầu hoá) kết hợp với âm thanh hầu /h/. Các phân tích cũng thể hiện loạt âm bật hơi là các âm vị độc lập cho ra 33 phụ âm với sự tương phản năm chiều.
|          |                    | Môi | Răng | Lợi   | Ngạc cứng | Ngạc mềm | Thanh hầu |
| -------- | ------------------ | --- | ---- | ----- | --------- | -------- | --------- |
| Tắc      | vô thanh           | p   | t    | t     | c         | k        | ʔ         |
| Tắc      | bật hơi vô thanh   | pʰ  | tʰ   | tʰ    | cʰ        | kʰ       |           |
| Tắc      | hữu thanh          | b   | d    | d     | ɟ         | ɡ        |           |
| Tắc      | bật hơi hữu thanh  | bʱ  | dʱ   | dʱ    | ɟʱ        | ɡʱ       |           |
| Tắc      | tiền thanh hầu hoá | ʔb  | ʔd   | ʔd    |           |          |           |
| Mũi      | hữu thanh          | m   | n    | n     | ɲ         | ŋ        |           |
| Mũi      | tiền thanh hầu hoá | ʔm  | ʔn   | ʔn    |           |          |           |
| Xát      | vô thanh           |     | s    | s     | (ç)       |          | h         |
| Tiếp cận | hữu thanh          | w   | l    | r (ɾ) | j         |          |           |
| Tiếp cận | tiền thanh hầu hoá |     | ʔl   | ʔl    | ʔj        |          |           |

Các phụ âm xuất hiện ở vị trí cuối âm tiết (âm đệm) bị vô thanh hóa và không được bật ra.  Đối với âm lợi tiếp cận, âm rung [r] và âm vỗ [ɾ] có thể thay thế tự do cho nhau. Âm xát vòm vô thanh [ç] chỉ xuất hiện ở cuối âm tiết như một tha âm bổ sung của âm [s].

### Nguyên âm
Hệ thống nguyên âm của tiếng Xtiêng 15 nguyên âm đơn và 2 nguyên âm đôi. Bên cạnh đặc tính âm sắc, độ dài của nguyên âm cũng mang tính âm vị, ngoại trừ nguyên âm [ɛ] ([æ]) trong các âm tiết đóng. Nguyên âm [ɛ] ([æ]) ngắn khi đứng trước h và dài ở các vị trí khác.  Việc không có cặp tối thiểu giữa các âm [ɛ] ([æ]) và [ɛː] ([æː]) gợi ý rằng các âm [ɛ], [æ], [ɛː] và [æː] là các tha âm vị.
|          | Trước | Trước   | Giữa | Giữa | Sau | Sau   |
| ngắn     | dài   | ngắn    | dài  | ngắn | dài |       |
| -------- | ----- | ------- | ---- | ---- | --- | ----- |
| Đóng     | i     | iə̯      | ɨ    | ɨː   | u   | uː uə̯ |
| Nửa đóng | e (ɪ) | eː (ɪː) |      |      |     | oː    |
| Nửa mở   | ɛ (æ) | ɛː (æː) |      | ʌː   |     | ɔː    |
| Mở       |       |         | a    | aː   | ɑ   |       |

Các ký hiệu trong ngoặc đơn đại diện cho các tha âm.